# Bareina

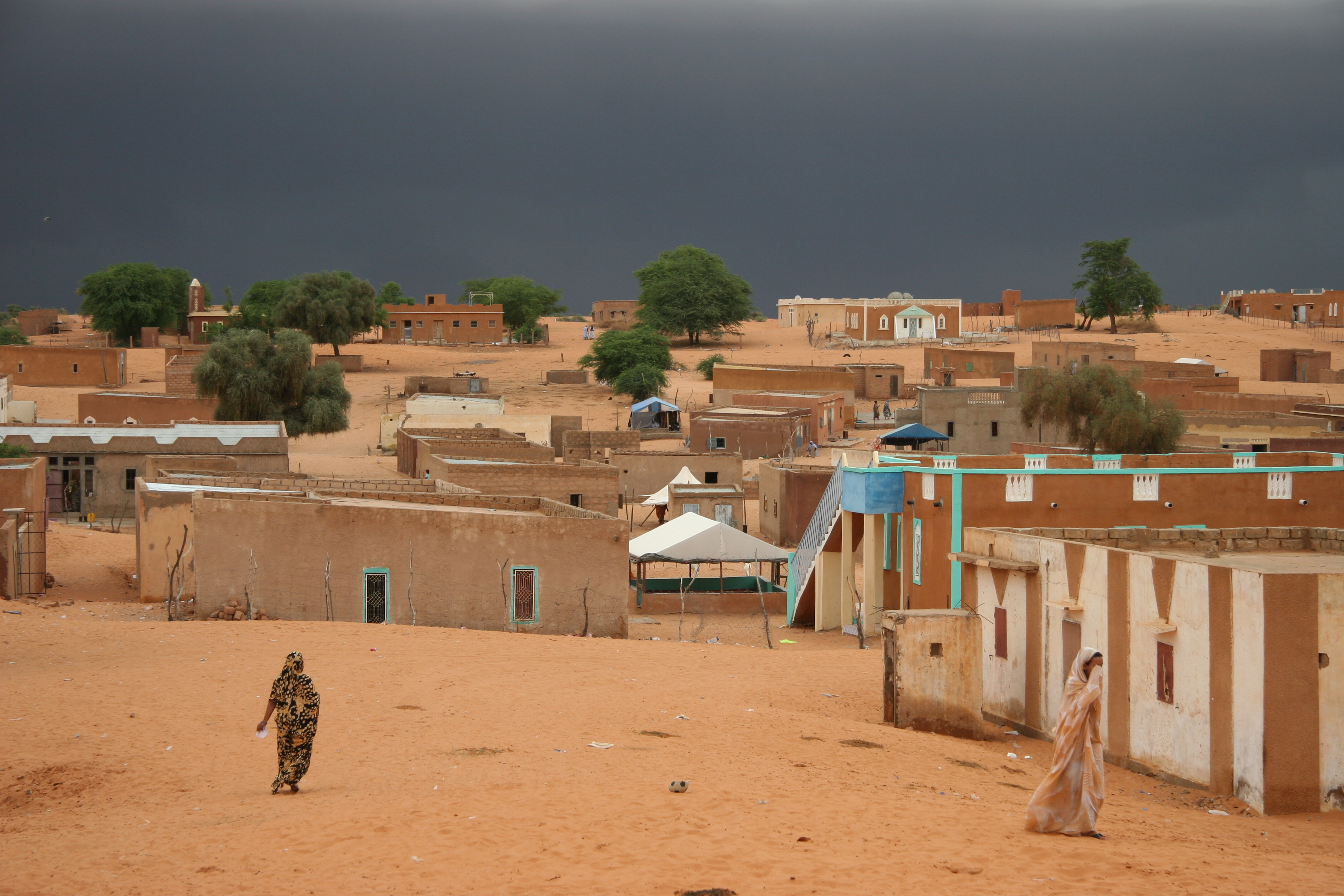
Bareina

Bareina  (arabiska: برينة) är en beduinsk by och en kommun i landskapet Trarza i västra Mauretanien. År 2009 hade Bareina cirka 14 987 invånare.